# Wendy Wyland
Wendy Wyland, född den 25 november 1964 i Jackson, Mississippi och död den 27 september 2003 i Rochester, New York, var en amerikansk simhoppare.
Hon tog OS-brons i höga hopp i samband med de olympiska simhoppstävlingarna 1984 i Los Angeles.